# Енвер Ходжай
Енвер Ходжай (алб. Enver Hoxhaj; нар. 13 січня 1969) — косоварський політик, з 2011 до 2014 та з 2016 до 2017 року — міністр закордонних справ Косова і член Асамблеї Косова. Віцепрем'єр-міністр Косова з 7 вересня 2017 до 26 грудня 2019 року.

## Освіта
У 1993 році закінчив факультет історії Університету Приштини. Аспірант у Віденському університеті, вивчає курси з історії та політики. Після тривалого періоду досліджень між 1994 і 2000 в університетах Відня, Берліна, Мюнхена, Риму, Болоньї, Флоренції та Парижі, він успішно захистив докторську дисертацію.
Він вільно володіє англійською, німецькою та сербсько-хорватською мовами.

## Кар'єра
Ходжай був професором в Університеті Приштини. Працював в WUS Австрії і заснував косовський Науково-дослідний інститут документації. У березні 2004 року вступив в Демократичну партію Косова. Він був міністром освіти, науки і технологій Косова. Очолює Комітет Асамблеї Косова з питань освіти, науки, техніки, культури, молоді та спорту. З 22 лютого 2011 до 12 грудня 2014 та з 5 червня 2016 до 10 серпня 2017 року Ходжай був міністром закордонних справ Косова.

## Особисте життя
Одружений, має двох дітей.